# Cytus
Cytus는 타이완에서 독립적인 게임을 개발하고 있는 Rayark Games에서 개발한 리듬게임이다. 2012년 1월 12일에 iOS용으로 처음 발매되었다. 2012년 12월 4일에는 안드로이드버전으로도 출시되었다.
이 게임은 현재(2015.5.20) 약 180개 가량의 곡을 수록하고 있고, 그 중에서 Prologue, Retro, Time Line 챕터는 IAP를 통해 해금이 가능하다. 이 게임은 "Million Downloads Plan"이라는 프로젝트를 진행하고 있는데, 매 100,000다운로드마다 (Android, iOS, PS Vita 종합), 챕터 1개씩 무료로 오픈된다.
2018년 3월 8일에 Cytus 2가 비슷한 게임플레이에 완전히 다른 스토리와 인터페이스, 그래픽으로 출시되었다.

## 게임플레이
Cytus는 점수를 기반으로 하는 음악 비디오게임이다. 플레이어는 위아래로 움직이는 검은 바에 맞추어 노트를 탭핑해야 한다. 더 정확히 맞출수록, 더 높은 판정을 받는다. 오타 판정은 정확한 비트로부터 일정한 초수(second)로 판정. Miss, Bad, Good, 그리고 Perfect로 정확도 등급을 나누며, 이 등급도 얼마나 정확하게 터치를 하는지에 따라 종합적 평균 TP (Tap Point)를 계산하여 게임 플레이 후 퍼센테지를 제공한다.
점수 구간별로 A, B, C 등의 랭크가 부여되며, 가장 높은 점수이며 올 퍼펙인 100만 점을 달성할 경우 '밀리언 마스터(Million Master)' 랭크를 부여받는다.

### 랭크
- FAIL: 70만점 이하
- C: 700001 이상 800000점 이하
- B: 800001 이상 900000점 이하
- A: 900001 이상 950000점 이하
- S: 950001 이상 999999점 이하
- MILLION MASTER: 1000000점

챕터 선택 화면에서는 전체 챕터의 총 점수와 평균 TP 및 챕터별 점수와 클리어한 EASY 곡 / 클리어한 HARD 곡 / 히든을 포함한 챕터 내 곡 수를, 챕터별 곡 선택 화면에서 챕터 내 총 점수와 평균 TP 및 각 곡별 점수와 TP를 확인할 수 있다. 히든곡은 히든으로 맞춘 뒤 스타트 버튼을 누르지 않고 다시 곡 선택 모드로 돌아오면 확인이 가능하다.

### 점수 체계
밀리언마스터 기준 1000000점에서 판정점수는 900000점, 콤보점수는 100000점의 비중을 차지한다. 판정점수는 퍼팩트로 처리 했을 때 노트 하나 당 점수는 900000/(총 노트 수)이다. Perfect는 100%, Good은 70%, Bad는 30%, MISS는 0%의 점수를 준다. 콤보점수는 2Combo부터 판정점수에 추가적으로 붙는다. 3Combo에서는 2Combo의 추가점수의 2배가 추가되고, 4Combo에서는 2Combo에 붙었던 추가점수의 3배가 추가된다. 즉, 콤보점수는 계차수열이 등차수열인 수열이다. 이러한 까닭에 곡의 중간단계에서 Bad, Miss가 나와서 콤보가 끊기면 S랭크를 받기가 매우 힘들어진다.

## 챕터와 곡 목록

### Chapter Prologue (0)
(9월 18일 업데이트, 현재 IAP로 $4.99에 챕터를 살 수 있다)
- Process / Tsukasa
- Endless Journey / Hoskey feat. Megurine Luka
- Shoot Out / Tsukasa
- LNS OP / Hoskey feat. Megurine Luka
- Blue Eyes / Persona
- Diskord / Sta
- Infernus / Alpha Legion
- Megaera / switchworks
- Violet / Eyemedia
- ¡Azucar! / Rabpit

### Chapter Ⅰ (Operators)
- Light up my LOVE / ani feat. moco
- Ververg / ani feat. b (여자아이가 들고있는 등불이 어두워졌을 때 등불을 터치하면 히든곡인 Ververg Ver. B를 플레이할 수 있다.)
- Chemical Star / Tsukasa
- Visions / Tsukasa
- Les Parfums de L'Amour / naotyu- feat. miyu
- Retrospective / naotyu- feat. maya
- The Silence / Sta
- DRG / ani
- Secret Garden / Aile
- Hot Air Balloon / Ice Bird (자사의 다른 게임인 Mandora의 테마곡)

### Chapter Ⅱ (Disaster)
- Iris / Sta
- Sanctity / Rabpit
- Sacred / Rabpit
- Green Eyes / Persona
- Nocturnal Type / switchworks
- Precipitation / Ice (화면에 나타나는 붉은 선을 따라 두 손가락으로 동시에 화면을 쓸어내리면 Precipitation Ver. B를 플레이할 수 있다.)
- Hard Landing / Yamajet
- Entrance / Ice (히든곡이 2개 존재한다 - 왼쪽 날개의 점을 오른쪽 날개의 점으로 이동해 Precipitation at the Entrance Ver. A를 플레이하거나, 오른쪽 날개의 점을 왼쪽 날개의 점으로 이동해 Precipitation at the Entrance Ver. B의 편집 버전을 플레이할 수 있다.)

### Chapter Ⅲ (Cytus)
- The Riddle Story / Cranky
- Libera Me / Cranky
- COSMO / HAMO feat. Hatsune Miku
- Prismatic Lollipops / DJ mashiro
- Otome / suzumetune
- Spectrum / suzumetune
- Halcyon / xi
- The Black Case / KillerBlood
- Saika / Rabpit (한자가 씌여진 붉은 사각형 두개를 모두 터치한 후 화면을 터치하면 Saika Ver. B를 플레이할 수 있다.)

### Chapter Ⅳ (The Silence)
- Evil Force / Alpha Legion
- New World / aioi feat. Kamata Junko
- Landscape / LOW-PASS
- Future World / KillerBlood
- Parousia / xi
- Skuld / Rabpit
- Darkness / V.K
- Beyond / Rabpit
- Area184 / Persona
- Sweetness and Love / 3R2 vs DJ Mashiro

### Chapter Ⅴ (Vanessa)
- Holy Knight / Eyemedia
- Dino / Cranky
- Majestic Phoenix / Ice
- Sleepless Jasmine / aioi feat. Kamata Junko
- Chocological / Mili
- Recollections / Yamajet
- Total Sphere / Tsukasa
- Just A Trip / KillerBlood
- Zauberkugel / xi
- Biotonic / ani

### Chapter Ⅵ (The Lost)
- Dragon Warrior / Hoskey feat. Megurine Luka & Kagamine Rin
- Selfish Gene / Ani feat. Rin
- Realize / Persona
- Colorful Skies / 3R2
- It's A Wonderful World / HAMO feat. Hatsune Miku
- Bloody Purity / Eyemedia
- Logical Steps / Yamajet
- Niflheimr / xi
- Old Gold / Cranky
- The Blocks We Loved / KillerBlood

### Chapter Ⅶ (Loom)
- Black Lair / Sakuzyo
- The last Illusion / Kiryu
- Galaxy Collapse / Hero_C
- L(Lost) / Ice (2가지 다른 버전으로 플레이할 수 있다 : 화면 중앙에 있는"L"이라는 글자를 붉은색이 될 때까지 누른 뒤 손을 떼면 L2(Loneliness) - Ascension : Act 1을 플레이 할 수 있다 ; "L" 을 계속 누르고 있어 푸른색이 될 때 손을 떼면 L2(Liberation) - Ascension : Act 2를 플레이 할 수 있다.)
- Gate of expectancy / Nocturne Moonrise
- Rainbow Night Sky Highway / Sakuzyo
- Quantum Labyrinth / Haloweak (VANGUARD SOUND)
- 楽(Musik) / KillerBlood
- Hercule / naotyu-
- Aquatic Poseidon / RIC

### Chapter Ⅷ (Another Me)
(7월 8일 무료 오픈)
- Masquerade / M2U
- Her Sword / Hoskey feat. Megurine Luka
- Morpho / Orangentle
- Ø Slit / Ebico & Jioyi (2가지 다른 버전으로 플레이 할 수 있다 : 가운데의 원을 오른쪽 위에서 왼쪽 아래로 쓸어내리면 Ø Slit [I]를 플레이 할 수 있다 ; 가운데의 원을 왼쪽 위에서 오른쪽 아래로 쓸어내리면 Ø Slit [O]를 플레이 할 수 있다.)
- Laplace / Sakuzyo
- Q / Kiryu
- Scherzo / BAROQUE
- AXION / 削除
- Code 03 / Hoskey feat. Megurine Luka
- Reverence / Vospi

### Chapter Ⅸ (Buried)
(9월 18일 무료 오픈)
- Oriens / ginkiha
- Hey wonder ～人生は不思議～/ Bro's
- Brionac ～Lugh Lamhfhata～/ Project Grimoire
- First Gate / NeLiME (제목인 "First Gate"를 누르면 히든곡인 First Gate Overdrive를 플레이 할 수 있다)
- Qualia / KIVΛ
- East West Wobble / SHK
- Warlords of Atlantis / sakuzyo
- To Further Dream / Shinichi Kobayashi
- COMA / ensou feat. Gumi
- CODE NAME : ZERO / NeLiME (SNS를 통해 해금할 수 있었지만, 현재는 SNS 해금기능이 사라졌다.)

### Chapter Ⅹ (The New World)
(2014년 12월 20일 무료로 해금되었다.)
- Freedom Dive↓ / xi (화면을 아래로 스크롤 한후 제목이 바뀔때 클릭하면 히든인 Freedom D↓ve를 할 수 있다.)
- Halloween Party / SHK
- YURERO ～時間は過ぎ去ってイクから～ / Bro's
- Twenty One / Qrabit
- Solar Wind / KyuRu
- Red Eyes / Persona
- Finite Circuit / Kiryu
- Set Free (KIVΛ Edition) / KIVΛ
- Do Not Wake / Vospi
- GATORIX / NeLiME vs Presti

### Chapter S (Symphony)
클래식 음악을 리믹스 한 챕터이다.
(2014년 12월 20일 무료로 해금되었다.)
- LVBNR5 Schwarz / Cranky / Telharmonius: Destructor of Balance
- Vivere La Vita / Sta / The Rest: Null of Silence
- Rain of Fire / Ice Bird / Acoda: Heir of Evolution
- Molto Allegro / Persona / Rhymos: Sword of Justice
- Revoluxionist / xi / Thaddeus: Claw of Chaos
- LVBNR5 Weiβ / Cranky / Orchestius: Reign of Harmony
- Chaotic Drive / switchworks / Theremin: Pawn of Calamity
- Outsider / Yamajet / Dak: Gear of Destiny
- Requiem / Eyemedia / Thundergear: Storm of Rage
- The Purified / Hoskey / Archbishop: Eyes of Purification

### Chapter K (Knight)
Chapter 5 의 holy knight 곡의 스토리 확장팩이다.
(2015년 7월 4일 무료로 해금되었다.)
- The Way We Were : Memories / Nicode
- The Sanctuary : Blessing / Eye AC
- The Red Coronation : Calamity / Eye RH
- Forbidden Codex : Bewitched / Hoskey
- Knight of Firmament : The Chevalier / Eye XY feat. Yoneko
- Lord of Crimson Rose : The Queen / Eye DT feat. Searlait
- Predawn : Farewell / Nicode & M2U
- The Fallen Bloom : The Duel / Hoskey (플레이 도중 컷신이 등장하며 클리어하면 일러스트가 변경된다)
- Where You Are Not : Curtain Fall / Nicode (이전의 곡을 모두 한번씩 클리어하면 해금된다)
- Music. The Eternity of Us : Alternative / Mai Aoyagi (Where You Are Not을 클리어하면 해금된다)

### Chapter R (Retro)
레트로 풍 8비트 음악들이 수록되어 있다.
(현재 IAP로 $4.99에 챕터를 살 수 있다)
- Start Menu : Theme of Kingdom No 8 / KillerBlood
- Help Button : Jump to the Future / Yamajet
- Origin : Let's go on an Adventure / 3R2
- Treasure Box : Hay Fields / ICE (왼쪽의 석상 같은 것을 누르면 히든곡인 ∞ Fields를 플레이 할 수 있다.)
- Along Tree : Adventure ~ぼうけん~ / Verdammt
- 4:TR33 : Dream -Chiptune edit- / Rabpit / Arrange:ICE
- Evasion : VIT master / Sakuzyo
- Versus : Fight with your Devil / KillerBlood
- Enormous Alpaca : Devil in Wonderland / ViLA
- Round ∞ : Conflict / siromaru vs Cranky (Conflict 글자를 약 13번 누르면 히든곡이 열린다. 보컬곡이자 이노래의 원곡)

### Chapter D (Deemo)
같은 회사에서 개발한 Deemo의 곡들이 들어가 있다.
(현재 IAP로 $4.99에 챕터를 살 수 있다)

### Chapter L (L)
```
챕터 7의 L의 스토리 확장팩이다.
```

이지든 하드든 레벨 9이다
(현재 IAP로 $9.99에 챕터를 살 수 있다)

### Chapter M (Million)
Cytus 100만 다운로드 목표보상으로 무료로 풀린 챕터이다. 모든 곡의 하드레벨이 9인게 특징이다.
(2015년 7월 4일 업데이트되었다. 플레이 가능.)
- Stardust Sphere : Chemical Star + Total Sphere / Tsukasa
- The Ricochet / sta (화면에서 로봇의 귀부분을 클릭하면 The Long Years를 플레이 할 수 있다.)
- The Sacred Story : Sanctity + Sacred + Saika / VILA
- AREA 184 - Platinum Mix- : Red eyes + Blue eyes + Green eyes + AREA 184 / Persona
- Gardenia : Hard Landing + Logical step / YAMAJET
- Sweetness Overload!!! : Colorful skies + Prismatic Lollipops + Sweetness and Love / 3R2 + DJ Mashiro
- LES PARFUMS DE CELEBREZ : Les Parfums de L'Amour + Hercule / naotyu-
- Afterglow : Future World + ∅ Slit + Just a trip + The Black Case / Jioyi
- GENESYS : Qualia + Bloody Purity + Holy Knight / KIVA
- Storia : Halcyon + Niflheimr + Laplace + AXION + Evasion - VIT master + Black Lair / xi vs sakuzyo

### Alive
챕터 0 을 칭하는 말이 아닌 챕터 선택창 하단에서 자신이 클리어한 곡수를 보여주는 동그란 부분을 누르면 곡을 플레이할 수 있다. 챕터 1~10,그리고 Million까지 존재하지만, 외전 챕터에는 존재하지 않는다.
(연두색테두리 동그라미가 easy 이고, 빨간색테두리
동그라미가 hard이다.)